# Josefina Vilsmaier
Josefina Vilsmaier (* 8. Dezember 1992 in München) ist eine deutsche Schauspielerin.

## Leben
Josefina Vilsmaier ist die jüngste Tochter des deutschen Regisseurs Joseph Vilsmaier und der tschechischen Schauspielerin Dana Vávrová. Von 1999 bis 2011 besuchte sie die Bavarian International School und schloss den Schulbesuch mit dem International Baccalaureate ab. Sie war hauptsächlich in Filmen ihrer Eltern zu sehen, so zum Beispiel in einer der Hauptrollen von Bergkristall oder in Marlene als Marlene Dietrichs sechsjährige Tochter Maria. Eine weitere Hauptrolle hatte sie in dem Fernsehfilm Mein Vater, seine Neue und ich. Im Herbst 2013 begann sie ein Studium der Kommunikationswissenschaften in Berlin, das sie 2016 mit Bachelor of Science abschloss. Sie ist seit 2018 als Junior Extern Relation Manager bei Bulgari tätig.
Ihre Schwestern Janina Vilsmaier und Theresa Vilsmaier waren ebenfalls als Schauspielerinnen tätig.

## Auszeichnungen
- Undine Award 2005: Nominierung als beste jugendliche Charakterdarstellerin für den Film Bergkristall
- 2005 Kindermedienpreis Der weiße Elefant als Sonderpreis für ihre Darstellung in Bergkristall

## Filmografie
- 1994: Charlie & Louise – Das doppelte Lottchen
- 1995: Schlafes Bruder
- 1997: Hunger – Sehnsucht nach Liebe
- 1999: Der große Bagarozy
- 2000: Der Bär ist los!
- 2000: Marlene
- 2004: Die Nacht der lebenden Loser
- 2004: Bergkristall
- 2005–2007: Alles außer Sex (Fernsehserie, 14 Folgen)
- 2005: Mein Vater, seine Neue und ich (Fernsehfilm)
- 2010: Männer lügen nicht! (Fernsehfilm)
- 2012: Der Meineidbauer (Fernsehfilm)
- 2021: Los(ge)lassen (Kinofilm)
- 2021: Der Boandlkramer und die ewige Liebe (Kinofilm)